# Veronika Wand-Danielsson
Veronika Wand-Danielsson, född 8 mars 1959 i Stockholm, är en svensk diplomat.

## Biografi
Wand-Danielsson är född i Stockholm och växte som diplomatbarn upp bland annat i Nigeria, Benin, Tyskland och Norge. Hon är statsvetare och har studerat vid Stockholms och Uppsala universitet där hon 1984 tog en kandidatexamen. Hon har även studerat vid Institut d'études politiques de Paris där hon 1985 tog en certificat d’etudes politiques (CEP). Hon är gift med diplomaten och EU-tjänstemannen  Christian Danielsson.
Hon arbetade på OECD/DAC i Paris innan hon började på Utrikesdepartementets biståndsavdelning 1990. Hon har tjänstgjort vid Generaldirektoratet för humanitärt bistånd och civilskydd vid Europeiska kommissionen 1993–1999 och var stationerad som ambassadråd, senare som minister vid Sveriges ständiga representation vid Europeiska unionen i Bryssel 2000–2007. Wand-Danielsson var ambassadör vid Sveriges ständiga delegation till NATO i Bryssel 2007–2014 och i Paris 2014–2020.

## Utmärkelser
- H.M. Konungens medalj i guld av 12:e storleken i Serafimerordens band (2020) för framstående insatser inom svensk utrikesförvaltning.[5]
- 🇫🇷 Grand-Officier de l’Ordre National du Mérite - 2015
- 3:e klassen av estländska Terra Mariana-korsets orden, 2 maj 2023.[6]